# 1856
1856. је била проста година.

## Догађаји

### Јануар
- 8. јануар — откривен боракс, натријумова со борне киселине (John Veatch).

### Март
- 30. март — Париски мировни споразум (1856)

### Август
- Британски хемичар Вилијам Перкин патентирао је прву синтетичку боју за бојење текстила.

### Октобар
- 8. октобар — Велика Британија почела Други опијумски рат против Кине, у ком јој се придружила и Француска.

### Новембар
- 4. новембар — На председничким изборима у САД, кандидат Демократске странке, Џејмс Бјукенан, победио је кандидата Републиканске странке, Џона Фримонта, као и бившег председника Миларда Филмора.

## Рођења

### Јануар
- 9. јануар — Стеван Стојановић Мокрањац, српски композитор. (†1914)

### Март
- 12. март — Степа Степановић, српски војсковођа и војвода. (†1929)

### Јун
- 14. јун — Димитар Благоев, бугарски политичар. (†1924)
- 14. јун — Андреј Марков, руски математичар. (†1922)

### Јул
- 10. јул — Никола Тесла, српски и амерички проналазач. (†1943)
- 26. јул — Џорџ Бернард Шо, ирски писац и Нобеловац. (†1950)

### Септембар
- 13. октобар — Светозар Боројевић, аустроугарски фелдмаршал. (†1920)
- 18. октобар — Јован Жујовић, српски геолог. (†1936)
- 22. октобар — Александар Доброклонски, руско-српски православни теолог. (†1937)

### Новембар
- 29. новембар — Теобалд фон Бетман Холвег, немачки политичар

### Децембар
- 18. децембар — Џозеф Џон Томсон, енглески физичар и Нобеловац. (†1940)
- 28. децембар — Вудро Вилсон, 28. председник САД и добитник Нобелове награде за мир. (†1924)

## Смрти

### Фебруар
- 17. фебруар — Хајнрих Хајне, немачки песник. (*1797)
- 24. фебруар — Николај Иванович Лобачевски, руски математичар. (*1792)

### Март
- 10. март — Јован Стерија Поповић, српски књижевник. (*1806)

### Мај
- 3. мај — Адолф Адам, француски композитор. (*1803)

### Јун
- 26. јун — Макс Штирнер, немачки филозоф. (*1806)

### Септембар
- 2. септембар — Вилијам Роуан Хамилтон, ирски математичар. (*1805)
- 2. септембар — Јеврем Обреновић, српски устаник и политичар

### Новембар
- 23. новембар — Јозеф фон Хамер-Пургштал, аустријски оријенталиста. (*1774)